# Уголовное судопроизводство
Уголовное судопроизводство, уголовный процесс — урегулированная уголовно-процессуальным законодательством деятельность уполномоченных лиц, связанная с раскрытием, расследованием преступления и рассмотрением дела в суде, а также система правоотношений, в которые вступают уполномоченные субъекты друг с другом и с другими субъектами, вовлекаемыми в производство по уголовному делу.

## Задачи и функции уголовного судопроизводства
Своим назначением уголовное судопроизводство имеет:
- защиту прав и законных интересов лиц и организаций, потерпевших от преступления;
- защиту личности от незаконного и необоснованного обвинения, осуждения, ограничения её прав и свобод

Функции уголовного судопроизводства — это наиболее общие направления процессуальной деятельности отдельных участников уголовного производства. Среди них выделяют следующие функции:
- разрешение дела — принятие итогового решения о виновности или невиновности обвиняемого судом;
- обвинение — уголовно-процессуальная деятельность, осуществляемая стороной обвинения в целях изобличения подозреваемого, обвиняемого в совершении преступления;
- защита — уголовно-процессуальная деятельность по опровержению инкриминируемого деяния.

Некоторые учёные выделяют также функцию уголовного преследования, во многом сходную с функцией обвинения, а также вместо функции разрешения дела - более широкую по своему содержанию функцию правосудия, включающую в себя наряду с разрешением дела еще и судебный контроль.

## Группы участников уголовного судопроизводства
- суд — функция отправления правосудия;
- обвинение;
- защита;
- иные участники (свидетели, эксперты, специалисты, переводчики, понятые).

## Стадии уголовного судопроизводства
Стадии уголовного судопроизводства — это взаимосвязанные, но относительно самостоятельные части уголовного процесса, отделённые друг от друга итоговым процессуальным решением и характеризующиеся задачами, органами и лицами, участвующими в производстве по делу, порядком процессуальной деятельности и характером правоотношений.
Каждая стадия уголовного судопроизводства характеризуется:
- своими непосредственными задачами, которые вытекают из общих задач (назначения) уголовно-процессуальной деятельности;
- самостоятельной уголовно-процессуальной регламентацией;
- определенным кругом субъектов уголовной юрисдикции и другими участвующими лицами;
- индивидуальным процессуальным порядком и сроками проведения;
- итоговым процессуальным решением, фиксирующим завершение данной стадии;
- специфическими уголовно-процессуальными отношениями;
- возможностью производства определенных действий и принятия определенных процессуальных решений.

### Стадии уголовного судопроизводства в РФ
В уголовном судопроизводстве России выделяют две основные части — досудебное производство и судебное производство. Каждая из них включает несколько стадий:
- Досудебное производство
  - Возбуждение уголовного дела
  - Предварительное расследование
- Судебное производство
  - Подготовка материалов уголовного дела к судебному заседанию (проходит в общем порядке или в форме предварительного слушания)
  - Судебное разбирательство в суде первой инстанции
  - Производство в суде апелляционной инстанции
  - Исполнение приговора и других судебных решений
  - Производство в суде кассационной инстанции
  - Надзорное производство
  - Возобновление производства по уголовному делу ввиду новых или вновь открывшихся обстоятельств

Три последние (выделенные курсивом) стадии принято считать исключительными (экстраординарными) стадиями, так как в них происходит пересмотр уже вступившего в законную силу приговора. Остальные стадии считаются обычными.

## Уголовно-процессуальное законодательство

### Уголовно-процессуальное законодательство России
На территории Российской Федерации порядок уголовного судопроизводства регулируют:
Источники:
- Конституция Российской Федерации — принята всенародным голосованием 12 декабря 1993 года // Российская газета. — № 237. — 25 декабря 1993 года. (c последующими изменениями).
- Уголовно-процессуальный кодекс РФ от 18.12.2001 N 174-ФЗ // Парламентская газета, N 241-242, 22.12.2001, Российская газета, N 249, 22.12.2001, Собрание законодательства РФ, 24.12.2001, N 52 (ч. I), ст. 4921, Ведомости Федерального Собрания РФ, 01.01.2002, N 1, ст. 1.